# Oberveischede
Oberveischede ist ein Ortsteil der Kreisstadt Olpe, Regierungsbezirk Arnsberg in Nordrhein-Westfalen.

## Geographie und Ortsbeschreibung
Oberveischede liegt im Sauerland, am südlichen Rand des Naturparks Ebbegebirge und unweit der Talsperren Listertalsperre und Biggesee. Der Ort ist eingebettet in eine ausgedehnte wasser- und waldreiche Mittelgebirgslandschaft (Höhenlage von 375 bis 480 m NN), die auch als „Südsauerländer Rothaarvorhöhen“ bezeichnet wird. Der Veischedebach, der dem Dorf seinen Namen gab, mündet in Lennestadt-Grevenbrück in die Lenne.
Eine schlüssige Deutung des Flussnamens Veischede bzw. Veischedebach ist bisher nicht möglich, siehe hierzu die Ausführungen unter Kirchveischede#Ortsentwicklung. Das dem Ortsnamen vorangestellte „Ober-“ deutet auf die Ortslage flussaufwärts oberhalb von Kirchveischede hin.
Oberveischede bildet den östlichen Teil der Stadt Olpe und grenzt unmittelbar an die Stadtgebiete von Attendorn und Lennestadt. Seit der Gebietsreform durch das Gesetz zur Neugliederung des Landkreises Olpe, die am 1. Juli 1969 in Kraft trat, gehört Oberveischede zur Stadt Olpe. Zuvor gehörte der Ort zum Amt Attendorn. Zusammen mit den angrenzenden Siedlungen Apollmicke, Fahlenscheid, Neuenwald und Tecklinghausen leben in Oberveischede 858 Einwohner (Stand 30. Juni 2016) auf einer Fläche von ca. 720 ha, von der ca. 45 ha das eigentliche Wohngebiet umfassen.

## Geschichte
1354 wurde der Ort als Overen Veysche erstmals erwähnt.

### Einwohnerentwicklung
| Jahr | Einwohner |
| ---- | --------- |
| 1536 | 70-80*    |
| 1565 | 110-125*  |
| 2020 | 772       |

*) aufgrund von Häuserzahlen geschätzte Werte

## Religion

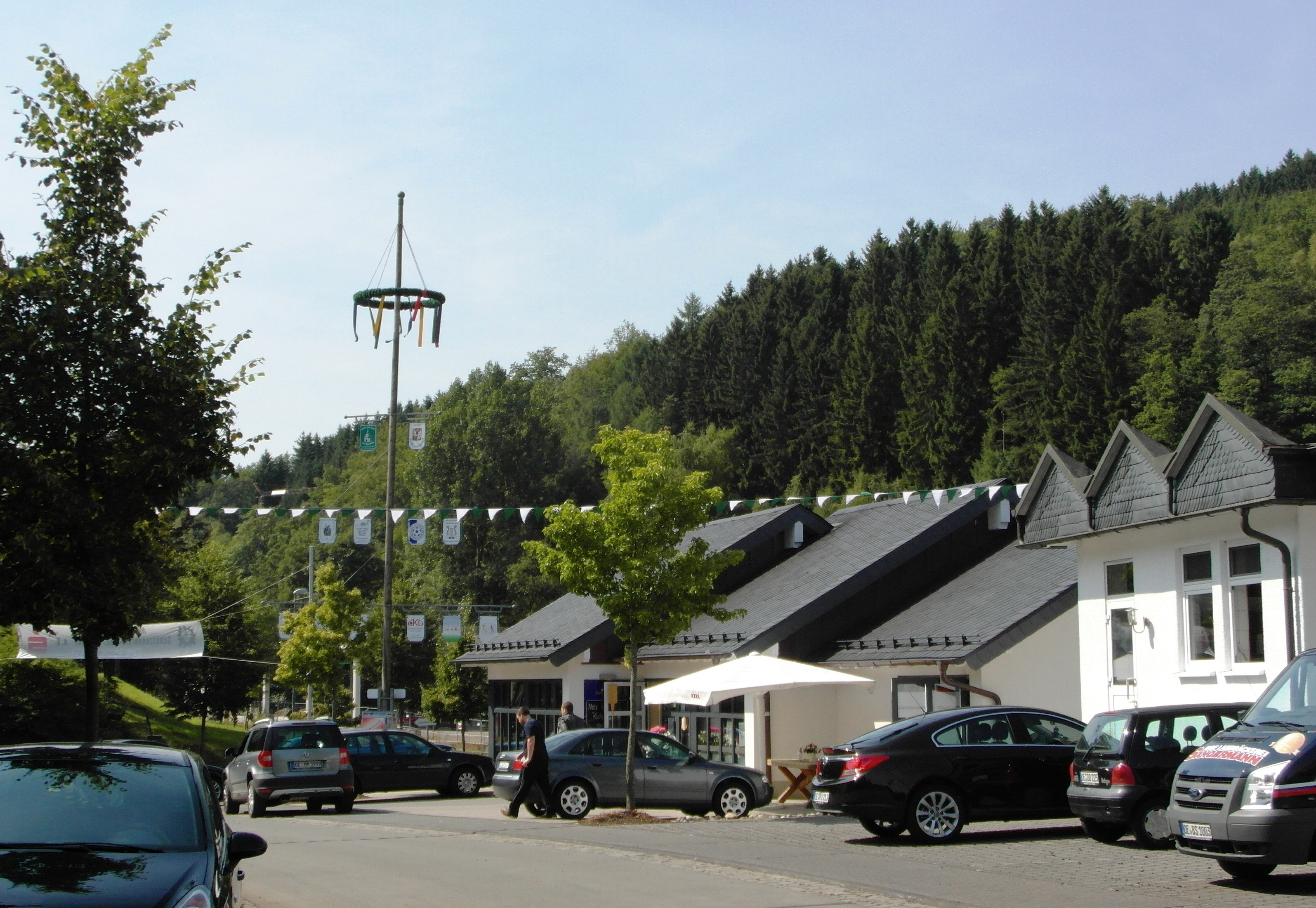
Ortsmitte mit Vereinsbaum

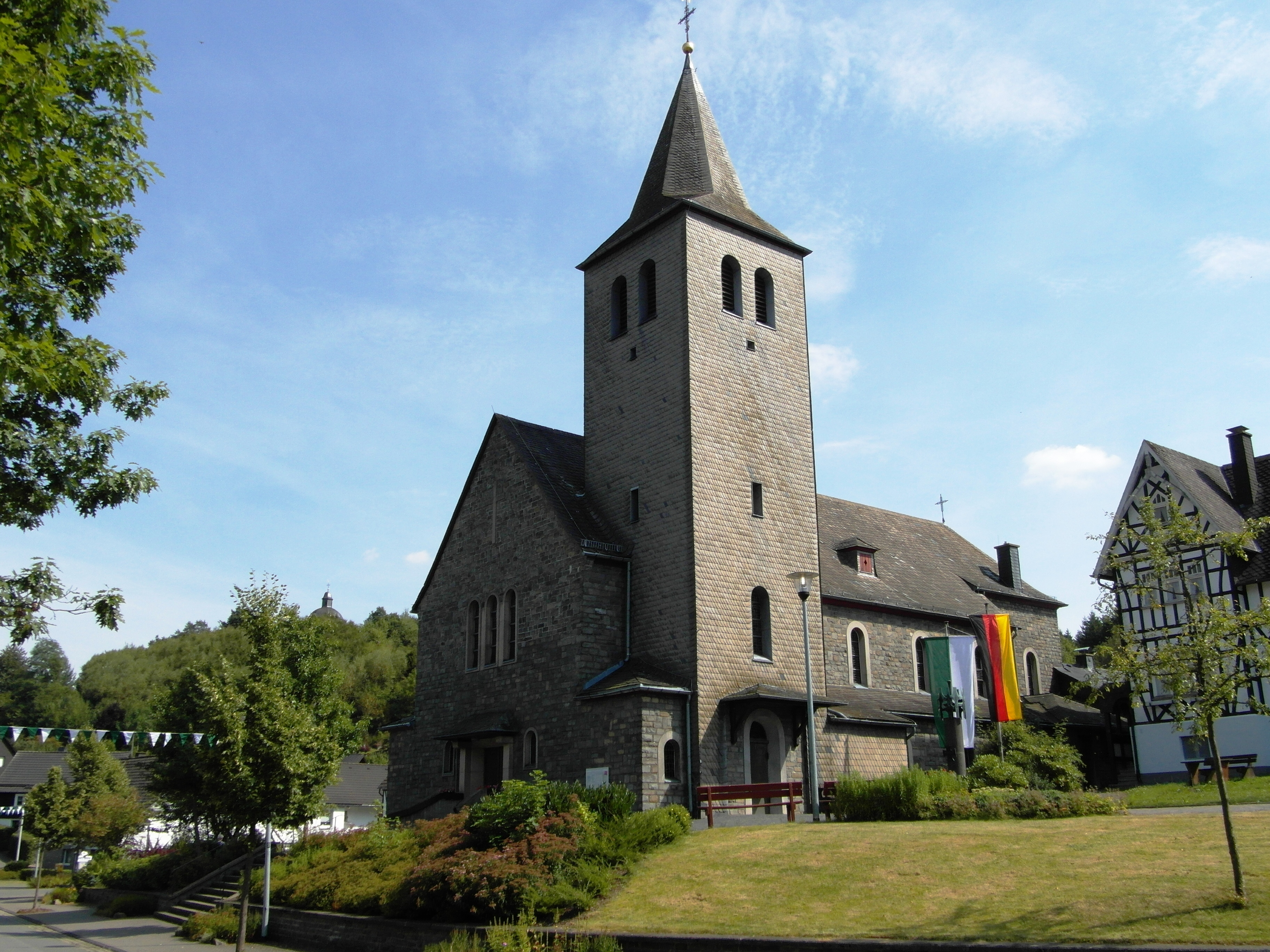
Kirche St. Lucia,-links ist die Kuppel der Marienkapelle auf dem Renneberg sichtbar

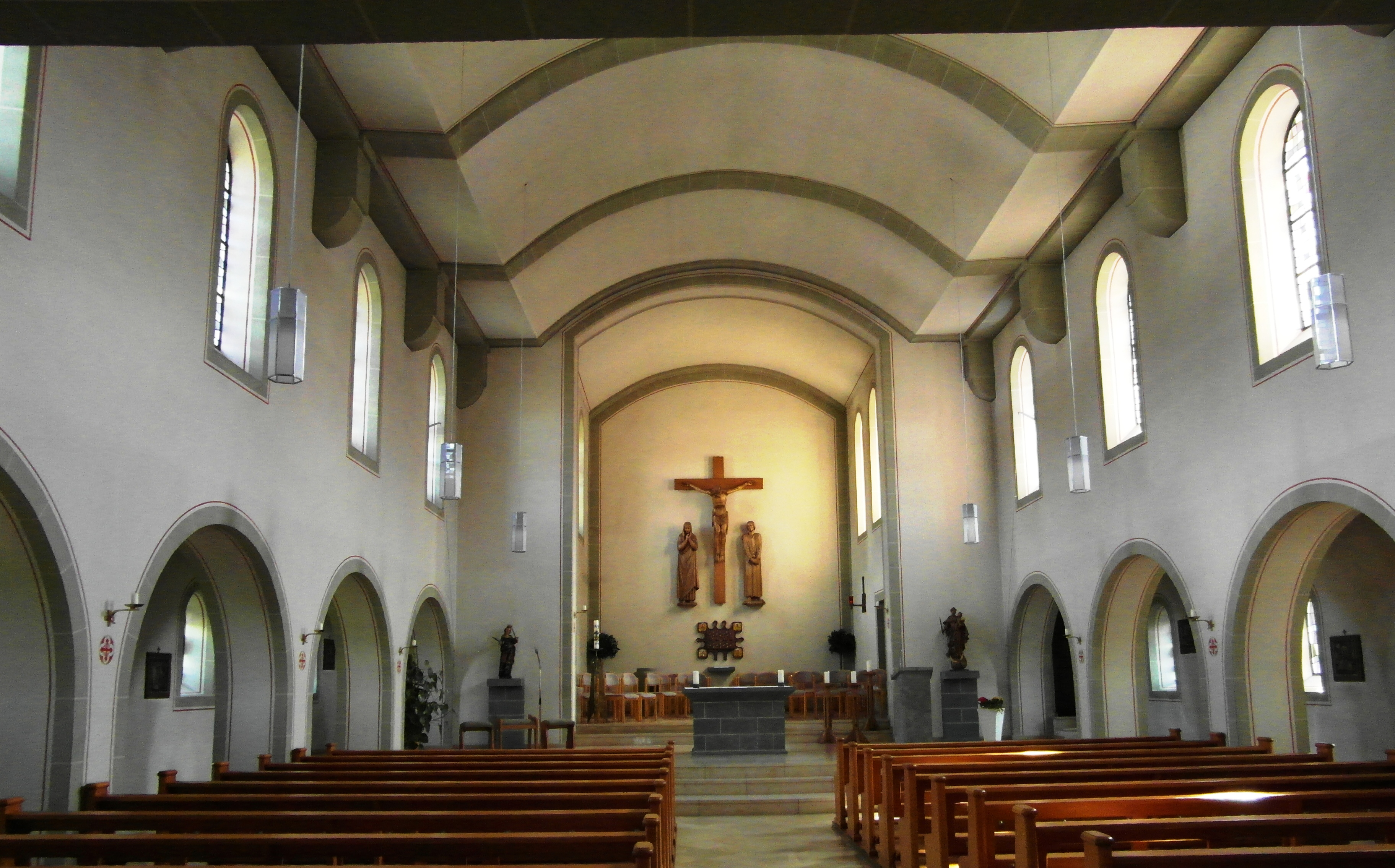
St. Lucia Innenraum

### Katholische Kirche St. Lucia
Der weitaus überwiegende Teil der Oberveischeder bekennt sich zum katholischen Glauben. Die Gemeinde gehört dem Pastoralverbund Olpe-Biggesee an; sie unterhält noch einen Friedhof und die Marienkapelle auf dem Rennenberg (s.auch Folgeabschnitt).
Bis zum Ende des 19. Jahrhunderts gingen die Oberveischeder nach Helden zur Kirche. Der angestrebte eigene Sonntagsgottesdienst in der Kapelle in Oberveische konnte vollständig erst im Jahr 1905 mit der Anstellung eines eigenen Vikars aufgenommen werden. Die Kapelle wurde im Jahr 1910 erweitert.
Nach dem Zweiten Weltkrieg wurde – maßgeblich beeinflusst durch Bauschäden – ein Kirchneubau notwendig; die Einweihung fand am 1. Mai 1950 statt. Kirchenpatronin des neuen Gotteshauses ist die hl Lucia von Syrakus. Bei dem Baustil handelt es sich um eine Saalkirche. Zu der schlichten Ausstattung gehört eine spätgotische Pietà aus der Zeit um 1480, die wohl für den ursprünglich an dieser Stelle bezeugten Kapellenbau geschaffen wurde.

### KapelleUnserer lieben Frau vom Renneberg
Im Oktober 1944 gelobte der Oberveischeder Seelsorger, Pfarrvikar Gerhard Reker, im Namen der ganzen Kirchengemeinde zum Zeichen des Dankes für den besonderen Schutz der Gottesmutter, ein neues Marienheiligtum in Oberveischede erbauen zu lassen. Der Grundstein zur Kapelle Unserer lieben Frau vom Renneberg wurde ein Jahr später, am 11. Oktober 1945, dem Fest der Mutterschaft Mariens, in das begonnene Mauerwerk eingefügt.
Die künstlerische Gestaltung der im barocken Stil errichteten Kapelle lag in den Händen des Münchener Kunstmalers Hans von Linprun (1907–1978). Die Deckenmalerei zeigt in acht Bildern verschiedene Stationen aus dem Leben Mariens:
- Der Engel Gabriel verkündet Maria die frohe Botschaft, dass sie einen Sohn empfangen wird.
- Maria besucht Elisabeth.
- Die Geburt Jesu.
- Die Flucht nach Ägypten.
- Maria und Josef finden Jesus im Tempel bei den Schriftgelehrten.
- Der Abschied Jesu von seiner Mutter Maria.
- Jesus wird vom Kreuz genommen.
- Maria fährt in den Himmel auf.

Den Altar, der aus der Zeit um 1670/80 stammt, beschaffte die Gemeinde aus der benachbarten Ortschaft Dünschede. Am 15. Oktober 1947 wurde die Kapelle vom amtierenden Pfarrvikar Franz Fickermann feierlich eingeweiht. In der Pfarrchronik ist hierzu nachzulesen: „Das Hauptereignis des Jahres 1947 war die Einweihung der Marienkapelle auf dem Renneberge am 15. Oktober 1947. Die Benediktion nahm Dechant Köster aus Attendorn vor. Nicht nur der Ort Oberveischede, auch die ganze Umgebung nahm freudigen Anteil an diesem Ereignis. Zahlreiche Geistliche der Umgebung waren zur Feier erschienen. Um 1/2 10 Uhr vorm(ittags) wurde in der neuen Kapelle ein Levitenamt zelebriert mit Festpredigt des Herrn Dechanten. Nachm(ittags) 3 Uhr fand eine sakramentale Prozession zur Marienkapelle statt. Es wurde eine Muttergottesandacht gehalten mit Predigt eines Paters aus dem Osterseifen. Nach der Andacht blieb das Allerheiligste bis zur Dämmerung zur Anbetung ausgesetzt. Am Abend wurde das Allerheiligste dann in feierlicher Prozession zur Kirche zurückgeführt, wobei die Kinder Fackeln trugen.“
Mit einer Lichterprozession zur Marienkapelle auf dem Rennenberg gedenken die Dorfbewohner alljährlich im Oktober der Einweihung ihres Heiligtums und des damit verbundenen Gelübdes.

## Infrastruktur

### Verkehr
Die Bundesstraße 55 verbindet Oberveischede mit den Städten Olpe, Lennestadt und dem Hochsauerland. Zur Stadt Attendorn und in das Repetal führt die Landesstraße 880. Durch die nur wenige Kilometer entfernten Autobahnen A 45 (Sauerlandlinie) und A 4 (Köln-Olpe) verfügt der Ort über eine gute Anbindung an den Großraum Ruhrgebiet sowie an die Metropolen im Rhein-Main-Gebiet.
Die nächsten Bahnhöfe befinden sich in der Nachbarstadt Lennestadt-Altenhundem und in der Stadt Attendorn. Die Flughäfen Köln-Bonn und Dortmund erreicht man nach ca. 70 Autobahnkilometern, die Flughäfen Frankfurt/Main und Münster-Osnabrück sind über die A 45 rund 160 km entfernt. Öffentlicher Nahverkehr verbindet Oberveischede regelmäßig mit den Städten Olpe, Attendorn und Lennestadt. Oberveischede ist mit den Radwegen der Region gut vernetzt (Bike Arena Sauerland) und an das Radverkehrsnetz NRW angeschlossen.

### Kinderbetreuungs- und Bildungseinrichtungen
Der Kindergarten „Die kleinen Strolche“ wird im ehemaligen Schulgebäude von Oberveischede in Trägerschaft eines Elternvereins betrieben. Die Grundschulen in Rhode und Olpe werden mit Schulbussen erreicht. Alle weiterführenden Schulen sind in Olpe, Attendorn und Lennestadt vorhanden, ebenso das Berufskolleg des Kreises Olpe in Olpe mit seinen Außenstellen in Attendorn und Lennestadt. Die nächstgelegene Hochschule ist die Universität Siegen.

### Wirtschaft
In Oberveischede sind mittelständische, auch überregional tätige Industrieunternehmen ansässig, ebenso Betriebe der Handwerks-, Handels- und Dienstleistungsbranchen.

### Dorfgemeinschaft Oberveischede
In Oberveischede sind die Vereine, Organisationen und Gruppen aktiv, die sich unter dem Namen Dorfgemeinschaft Oberveischede e. V. zusammengeschlossen haben.
Zum Dorfmarketing des Ortes gehört unter anderem der Internetauftritt, der als modernes Kommunikationsinstrument tagesaktuell wie eine Dorfzeitung von zahlreichen Hobby-Redakteuren gepflegt wird.
Folgende Vereine, Organisationen und Gruppen gestalten das Dorfleben:
- Schützenverein St. Michael Oberveischede
- Spielvereinigung Blau-Weiß Oberveischede
- Gemischter Chor Liederkranz Oberveischede
- Elternverein Kindergarten Die kleinen Strolche
- kfd Oberveischede
- WIR FÜR UNS in Oberveischede
- Wasserbeschaffungsverband Oberveischede
- Jagdgenossenschaft Oberveischede
- Löschgruppe Oberveischede (Freiwillige Feuerwehr Olpe)
- Forstbetriebsgemeinschaft Oberveischede
- Heimatfreunde
- Karnevalsclub
- Förderverein Friedhof

## Teilnahme am WettbewerbUnser Dorf hat Zukunft
Im Jahr 2012 hat Oberveischede auf Landesebene eine Goldmedaille im Wettbewerb Unser Dorf hat Zukunft gewonnen und sich damit für den Bundeswettbewerb 2013 qualifiziert.
Im Bundeswettbewerb 2013 wurde das Dorf mit der Silbermedaille ausgezeichnet.